# Pillsbury Tower
Pillsbury Tower är ett berg i Antarktis. Det ligger i Västantarktis. Inget land gör anspråk på området. Toppen på Pillsbury Tower är 1 295 meter över havet.
Terrängen runt Pillsbury Tower är huvudsakligen kuperad, men åt sydväst är den platt. Trakten är obefolkad. Det finns inga samhällen i närheten. 